# Tolié Bi
Tolié Bi (en kazakh : Төле би, en russe : Толе би) est une ville de l’oblys de Djamboul au Kazakhstan. Elle fait partie du district de Chou dont elle est le chef-lieu.

## Population
En 1999, la population de la ville était 17 860 habitants.
Selon le recensement de 2009, la ville a 19 000 habitants.